# تولد بهترین دوستم
تولد بهترین دوستم (انگلیسی: My Best Friend's Birthday) یک فیلم درام سیاه و سفید آماتور به کارگردانی کوئنتین تارانتینو است که در سال ۱۹۸۷ منتشر شد. بخش‌هایی از این فیلم، اینک گمشده است و در دسترس نیست.

## خلاصه داستان
مرد جوانی تمامی تلاش خود را می‌کند تا جشنِ تولد دوست خود را به جالب‌ترین نحو ممکن برگزار کند؛ اما دست به هرکاری که می‌زند، نتیجهٔ معکوس می‌گیرد.

## بازیگران
- کوئنتین تارانتینو
- آلن گارفیلد
- برندا هیلهاوس
- لیندا کی
- اَل هرل
- ریچ ترنر
- الن سنبورن
- کریستال شا